# Daniel Alfredson
Hans Daniel Björn Alfredson, född 23 maj 1959 i Stockholm, är en svensk filmregissör. Han har även varit verksam som manusförfattare, filmproducent, ljudtekniker, regiassistent, attributör och annat filmrelaterat arbete. 
Alfredson har gjort actionbetonade filmer, bland annat Mannen på balkongen (1993) och senare mer experimentell, stilistisk och estetisk film såsom Tic Tac (1997) och Straydogs (1999). Han har även regisserat för TV till exempel Dödsklockan, (1999). Alfredson regisserade filmen Varg (2008), baserad på Kerstin Ekmans manus. Under stora delar av 2008 arbetade han med att regissera Flickan som lekte med elden och Luftslottet som sprängdes, som baseras på Stieg Larssons böcker med samma namn. 2015 kom långfilmen Kidnapping Mr. Heineken.
Daniel Alfredson är son till Hans Alfredson och äldre bror till Tomas Alfredson.

## Filmografi
- 1973 – Kvartetten som sprängdes (TV-serie) (skådespelare)
- 1986 – Porttelefonen (producent)
- 1991 – Ytspänning
- 1993 – Roseanna
- 1993 – Mannen på balkongen
- 1995 – Den täta elden (TV-serie)
- 1996 – Cluedo – en mordgåta (TV-serie)
- 1997 – Tic Tac
- 1997 – Emma åklagare (TV-serie)
- 1999 – Dödsklockan (TV-film)
- 1999 – Straydogs
- 2001 – Syndare i sommarsol
- 2005 – Pistvakt (producent)
- 2008 – Varg
- 2009 – Flickan som lekte med elden
- 2009 – Luftslottet som sprängdes
- 2013 – Skumtimmen
- 2015 – Kidnapping Mr. Heineken